# Ophiomyia gressitti
Ophiomyia gressitti este o specie de muște din genul Ophiomyia, familia Agromyzidae, descrisă de Mitsuhiro Sasakawa în anul 1963. Conform Catalogue of Life specia Ophiomyia gressitti nu are subspecii cunoscute.